# Спокейн
Спокейн (на английски: Spokane) е северноамериканско индианско племе на Вътрешните салиши, близкородствени с калиспел и флатхед, с които говорят диалекти на един език, класифициран към клона Вътрешни салиши на Салишкото езиково семейство.

## Подразделения
По време на първата им среща с белите в началото на 19 век племето живее в басейна на река Спокейн в североизточин Вашингтон, северно Айдахо и западна Монтана и е разделено на три локални дивизии:
- Долни спокейн (Скаитсиуитинш) – живеещи в района на Литъл Фолс
- Средни или Централни спокейн (Синхомениш, Синхомене) – около Лата Крийк и Хагман Крийк
- Горни спокейн (Синтотолу, Синтутуули) – по река Литъл Спокейн

Всяка от трите дивизии е автономна и се състои от по няколко местни групички от свързани семейства. Разширеното семейство е основна социална единица. Няколко такива семейства живеят и се трудят в един район и формират местната група. Всяка група има двама или трема вождове избирани заради способностите им. Основен ръководен орган е Съвета на старейшините, в който всяко решение се взима с консенсус.

## Име
Името спокейн означава „хора на Слънцето“. Други варианти са спокениш, спокиеник, спокуини – кръгли глави.

## Култура
Използват три вида жилища. В постоянното зимно село основен дом е землянка (pithouse) покрита с рогозки от папур. Летните жилища са малки прости колиби от пръти покрити с папур и третият вид е постоянна двойна хижа от пръти също покрита с папур. Освен това всяко разширено семейство има колиба за изпотяване и отделна хижа за жените. През зимата хората се придвижват със снегоходки и тобоган. Използват и травуа за транспортирането на лова и други неща. Жените изработват кошници с различно предназначение от смърчово и кедрово лико. Не изработват керамика. Дрехите им са направени от щавени еленови кожи или от други меки материали. Основна женска дреха е свободна дълга рокля. Малките момичета носят само двойни престилки от кедрово лико. Мъжете обикновено носят малко дрехи, основно само набедреник. Пълното мъжко облекло се състои от гамаши, риза, набедреник и мокасини, подобно на прерийното мъжко облекло. През зимата и двата пола използват кожени наметала. Дрехите са богато украсени с боядисани камъчета, бодли от бодливо свинче, животински зъби, мечи нокти, пера и мидени черупки. И двата пола носят косите си дълги, сплетени на две плитки.
Основна храна е сьомгата. Нейният улов се придружава от различни ритуали. Риболовът се провежда през лятото в специални риболовни лагери. Той започва през май и завършва късно през есента. Събирането на диви растителни храни е работа на жените. С остри здрави пръчки те копаят корени камас и различни грудки и луковици. Събират над 130 вида корени, грудки и различни растения, които съставляват 30 – 40% от диетата им. Мъжете ловуват елени, лосове, антилопи, пуми, вълци, лисици и множество дребни животни. Мечката гризли притежава специална сила и лова и е необходимо ловеца да се пречисти като стриктно спазва ограничения от храна, секс и други неща в продължение на 3 дни. Оръжията за лова също се пречистват с дим. Кожата на гризли е високо ценена. След като се сдобиват с коне от калиспел в средата на 18 век започват редовно да ловуват бизони през късното лято в района на Хелена, Монтана. Мъжете ловуват още белоглави и скални орли заради перата им.

## История
Малко преди Луис и Кларк да се срещнат с племето, търговци и трапери навлизат в земите им. По времето, когато се срещат с Луис и Кларк през 1805 г. населението им е намаляло значително от едра шарка. Луис и Кларк съобщават, че племето наброява общо 600 души от първоначалните може би около 2000. Дейвид Томпсън кръстосва района между 1808 г. и 1811 г. През 1810 г. Северозападната компания за търговия с кожи основава Спокейн Хаус на Мидъл Спокейн. От 1824 г. Компанията Хъдсън Бей установява контрол над района. Веднага след това, около 1830 г. пристигат мисионерите и започват работа сред населението. След 1847 г. отношенията между спокейн и евро–американците се влошават. По същото време две нови тежки епидемии покосяват региона. Конфликти между спокейн и миньорите водят до намесата на армията през 1858 г. След кратка война, в която взимат участие войни якима, палус, кьор д'Ален и северни паюти, армията принуждава повечето от тях да се заселят в резервати. Резервата Спокейн е създаден през 1881 г. на мястото, където през 1877 г. са се установили долните спокейн. През 1887 г. горните и централните спокейн се заселват в резервата Флатхед. Днес резервата Спокейн е с площ от 623 км2, но само 10% от тях са собственост на племето. Общата численост на спокейн днес надхвърля 2500 души.